# Cimon della Pala
Pour les articles homonymes, voir Cimon (homonymie).
Le Cimon della Pala est un sommet des Alpes, à 3 184 m, dans les Dolomites, et en particulier dans le chaînon des Pale, en Italie (Trentin-Haut-Adige). Il est surnommé le « Cervin des Dolomites ».